# Tamatoa Tetauira
Tamatoa Tetauira (17 aprile 1996) è un calciatore francese nato a Tahiti, centrocampista del Dragon.

## Carriera

### Club
In carriera ha totalizzato complessivamente 7 presenze e 8 reti in OFC Champions League.

### Nazionale
Ha esordito nella nazionale tahitiana il 29 maggio 2016. Nello stesso anno è stato convocato per partecipare alla Coppa d'Oceania.